# Valîhorî, Kremeneț
Valîhorî (în ucraineană Валигори) este un sat în comuna Budkî din raionul Kremeneț, regiunea Ternopil, Ucraina.

## Demografie
Componența lingvistică a localității Valîhorî
     Ucraineană (100%)
Conform recensământului din 2001, toată populația localității Valîhorî era vorbitoare de ucraineană (100%).